# 도어맨

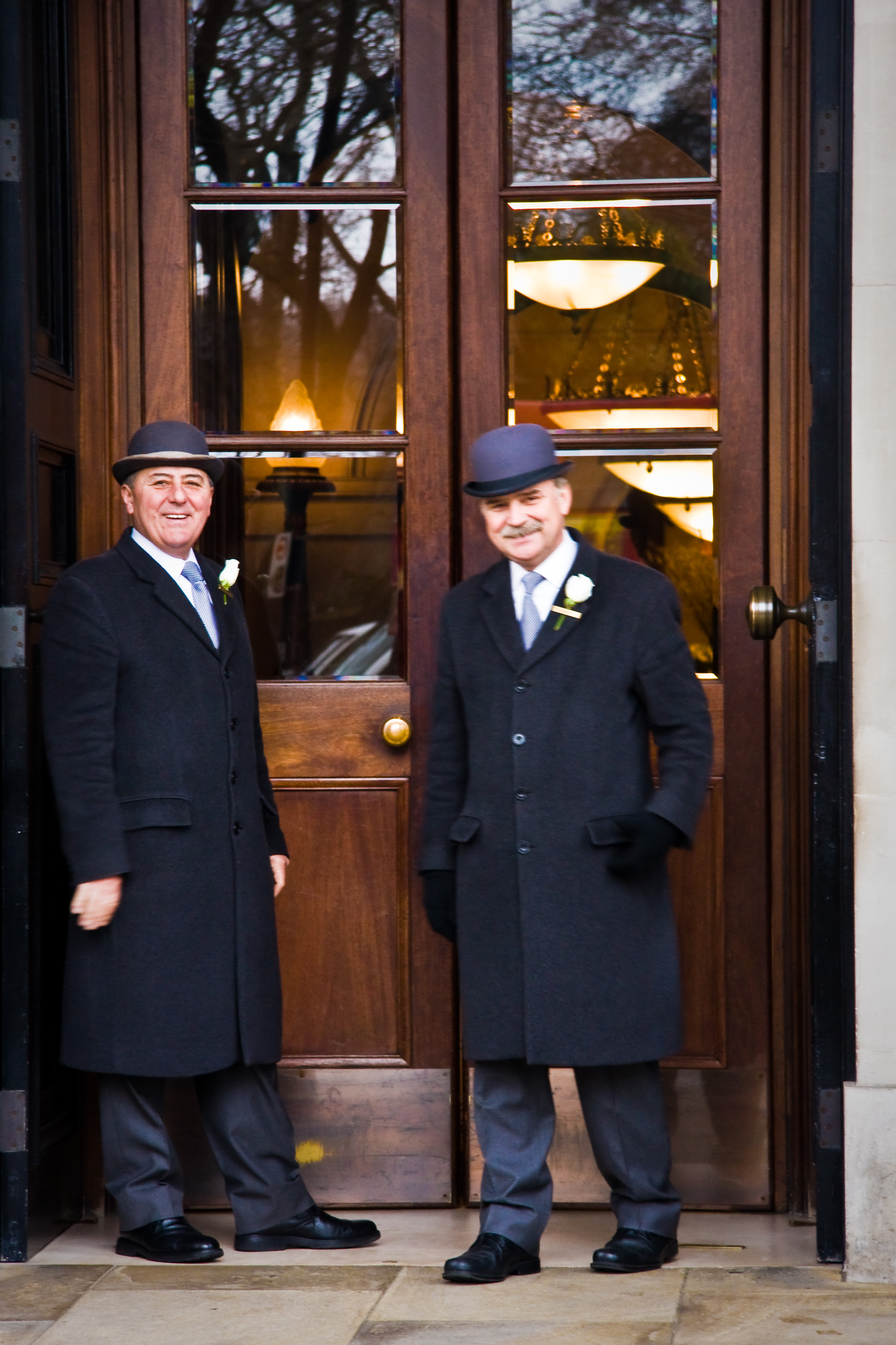
런던 더 레인즈버러 호텔의 도어맨

도어맨(doorman)은 호텔의 서비스 직종 중 하나이다. 호텔에서 손님들이 도착할 때 가장 먼저 맞이해주며, 차문이나 호텔문을 열어준다. 특히 도시의 고급 고층 건물에서 흔히 볼 수 있다. 주거용 건물에서는 도어맨이 문을 열고 방문객과 배달물을 검사하는 일을 담당한다. 이들은 종종 소포 서명, 엘리베이터와 거리 사이의 수하물 운반, 주민과 손님을 위한 택시 호출과 같은 기타 예의 서비스를 제공한다.

## 역사
이 직업은 적어도 이름이 iānitor("1월"과 "관리인"의 어원인 '문'을 의미하는 iānua에서 유래)였던 로마 공화국 치하의 플라우투스 시대로 거슬러 올라간다.

## 근대시대
미국 하원에는 1995년에 이 직위가 폐지될 때까지 공식 문지기가 있었다.
뉴욕시에서는 도어맨과 엘리베이터 운영자가 노동조합에 가입되어 있으며 일반적으로 SEIU 32BJ가 대표한다. 그들은 1991년에 마지막으로 파업을 시작했고 다른 파업은 2006년, 2010년, 2022년에 간신히 기각되었다. 뉴욕시 문지기는 이민자 남성인 경향이 있다. 역사적으로 그들은 아일랜드인이었다. 최근에는 히스패닉계나 동유럽계(폴란드인, 알바니아인, 몬테네그로인, 마케도니아인)인 경우가 많다.
이집트에서는 도어맨을 바와브(bawab)라고 부르며, 현대에 BBC는 이들을 경비원, 포터, 사회 관습 집행자, 일반 스누프 등이 모두 하나로 합쳐진 것으로 묘사했다.

## 같이 보기
- 컨시어지